# Manzanar
Manzanar je jeden z deseti amerických koncentračních táborů, kde bylo během druhé světové války od března 1942 do listopadu 1945 uvězněno více než 120 000 japonských Američanů. Přestože měl na svém vrcholu přes 10 000 vězňů, byl to jeden z menších internačních táborů. Největší byl internační tábor Tule Lake, který se nachází v severní Kalifornii s populací více než 18 000 vězňů. Nejmenší byl Amanche, který se nachází na jihovýchodě Colorada, s více než 7 000 vězni. Nachází se na úpatí pohoří Sierra Nevada v kalifornském údolí Owens, mezi městy Lone Pine na jihu a Independence na severu, přibližně 370 km severně od Los Angeles. Manzanar znamená ve španělštině „jablečný sad“. Národní historické místo Manzanar, které zachovává a interpretuje dědictví japonského amerického uvěznění ve Spojených státech, bylo identifikováno správou národního parku Spojených států z deseti bývalých táborů jako nejzachovalejší.
První japonští Američané dorazili do Manzanaru v březnu 1942, pouhý měsíc poté, co prezident Franklin D. Roosevelt podepsal výkonné nařízení 9066, k vybudování tábora, ve kterém budou bydlet jejich rodiny. Manzanar byl v provozu jako internační tábor od roku 1942 do roku 1945. Od doby, kdy v roce 1945 odešel poslední z uvězněných, bývalí zadržovaní a další pracovali na ochraně Manzanaru a na jeho zřízení jako národního historického místa, aby bylo zajištěno, že historie místa spolu s příběhy těch, kteří tam byli uvězněni, bude zaznamenána pro současné i budoucí generace. Primárním cílem je japonsko-americká éra internací, jak je specifikováno v legislativě, která vytvořila Manzanar National Historic Site. Místo také interpretuje bývalé město Manzanar, ranče, osadu v Owens Valley Paiute a roli, kterou tyto prvky hrály při utváření historie Owens Valley.

## War Relocation Authority
War Relocation Authority byla agentura federální vlády Spojených států amerických odpovědná za internaci a stěhování japonských Američanů během druhé světové války. Součástí této instituce bylo oddělení WRA Photographic Section (WRAPS) zaměstnávající řadu fotografů, kteří pořizovali obrazovou dokumentaci ze života lidí v internačních táborech. Na fotografiích se podílela řada významných autorů, jako například Dorothea Lange, Hikaru Iwasaki, Clem Albers, Tom Parker, Charles E. Mace, Ansel Adams, Joe McClelland nebo Francis Stewart.
Na fotografie dohlížel stát, například snímky Dorothey Langeové byly tak zřetelně kritické, že je armáda zabavila. Dnes jsou její fotografie internace dostupné v Národním Archivu na internetové stránce Still Photographs Division a v Bancroftově Knihovně Kalifornské Univerzity Berkeley.

## Galerie

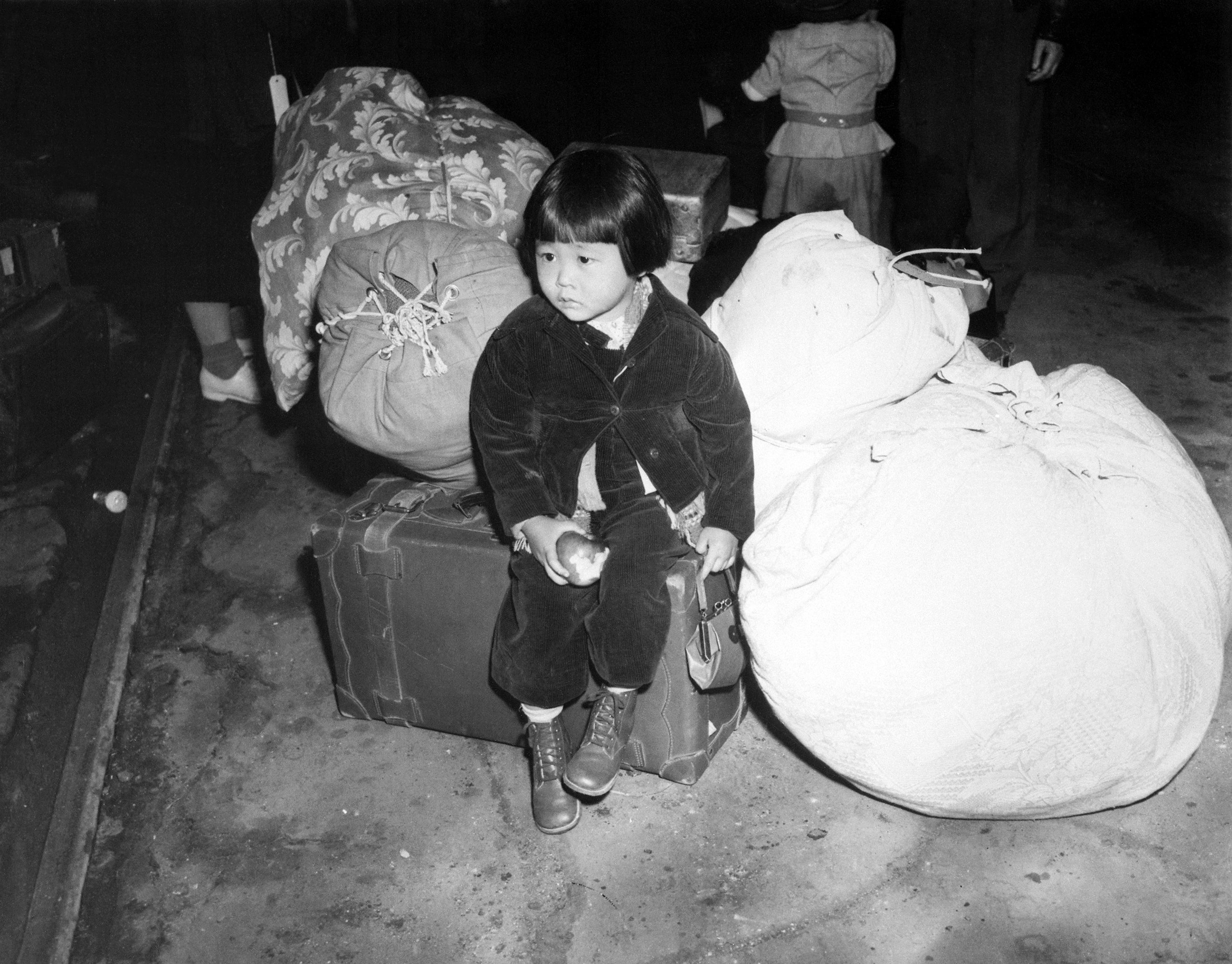
Dvouletá Juki Okinaga Hajakawa čeká na Union Station na vlak, který ji a její matku odveze do Manzanaru (duben 1942)
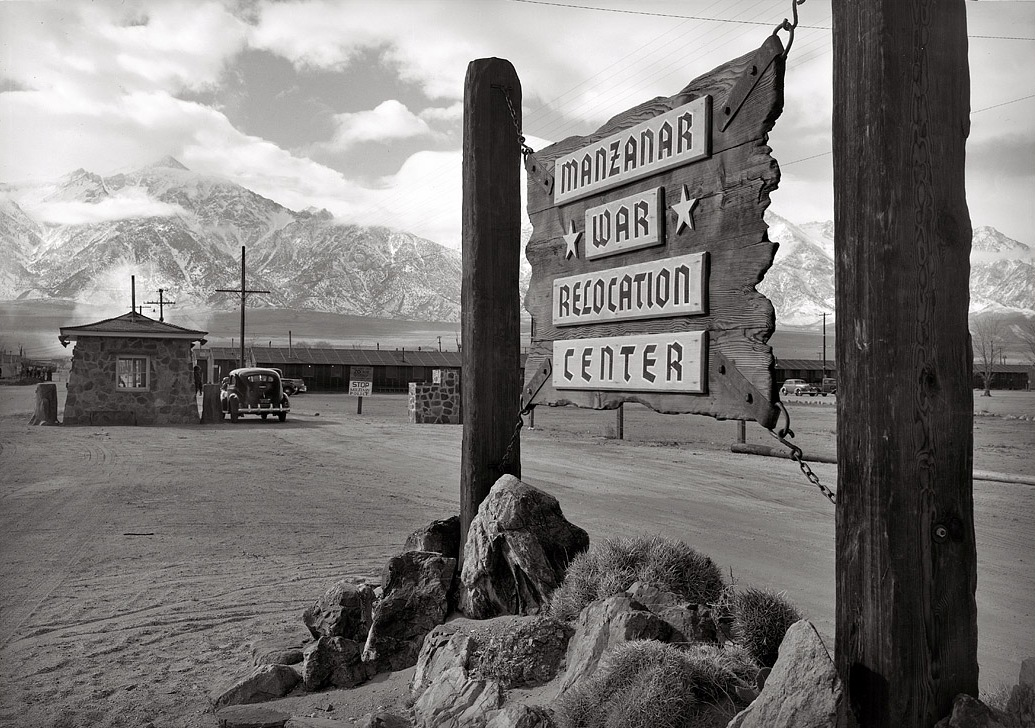
Dřevěná cedule u vchodu do Manzanar War Relocation Center
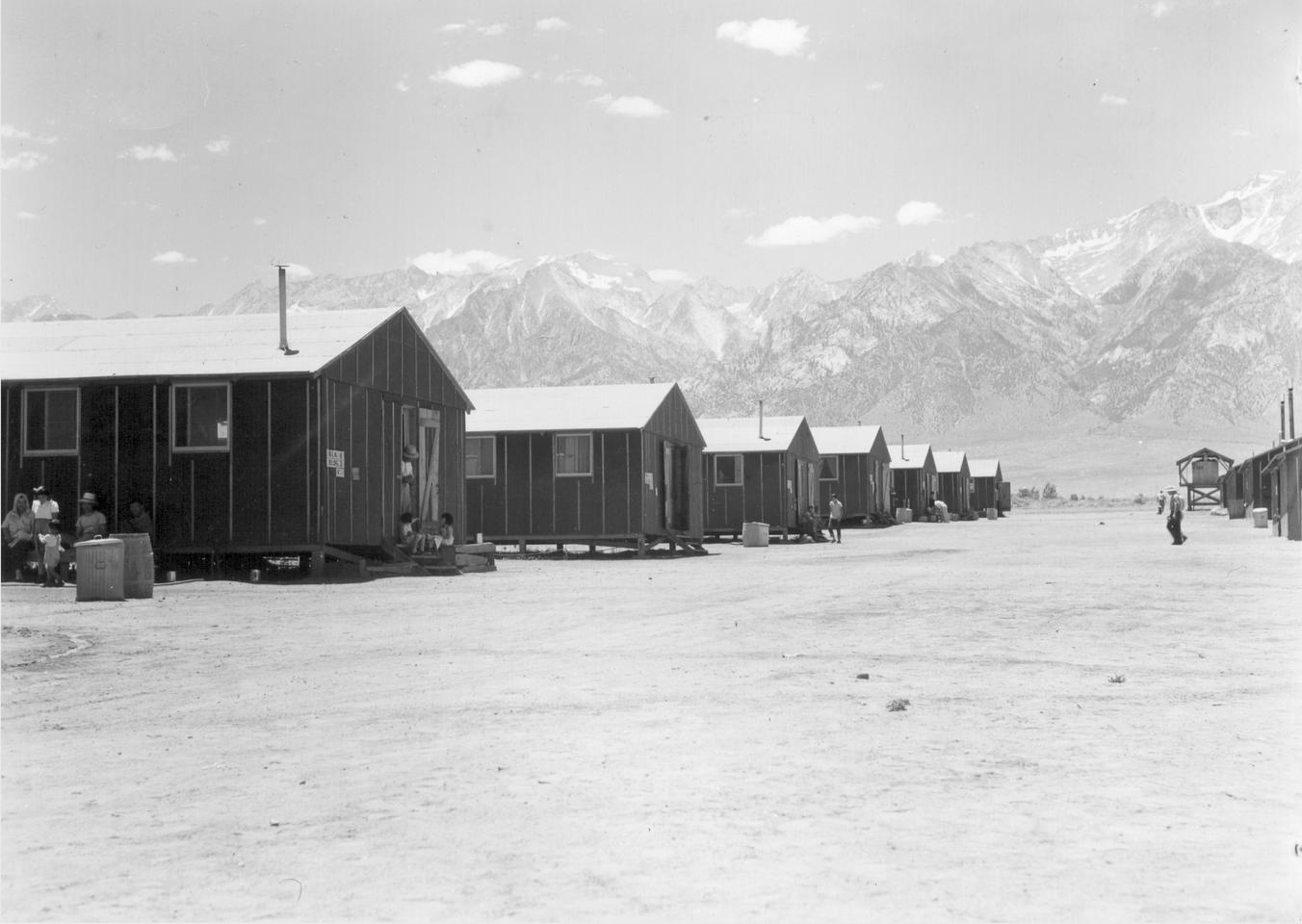
Řada kasáren při pohledu na západ do pouště a hor za ní (2. července 1942)
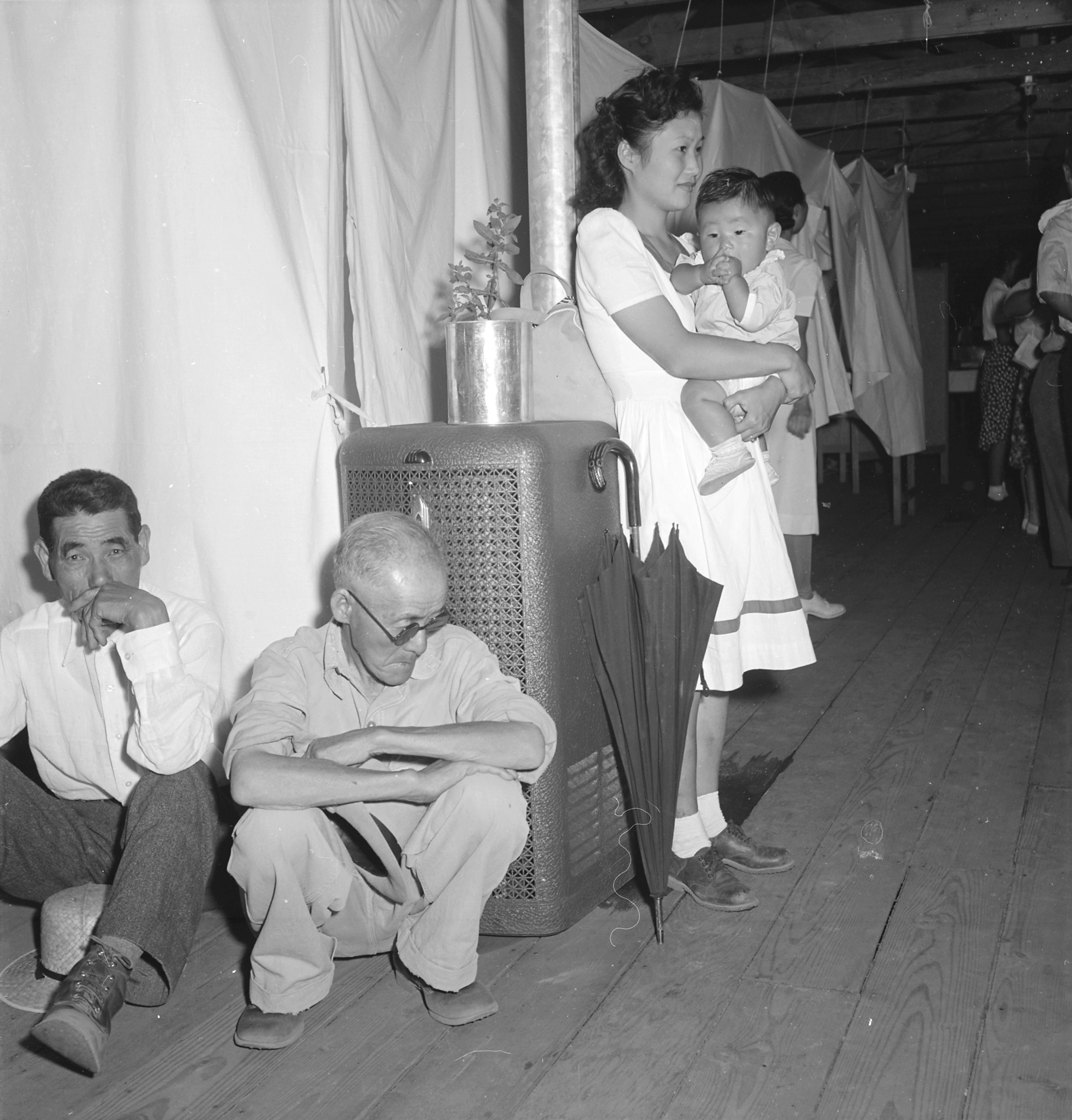
Typické kasárnové byty s látkovými přepážkami mezi jednotkami (30. června 1942)
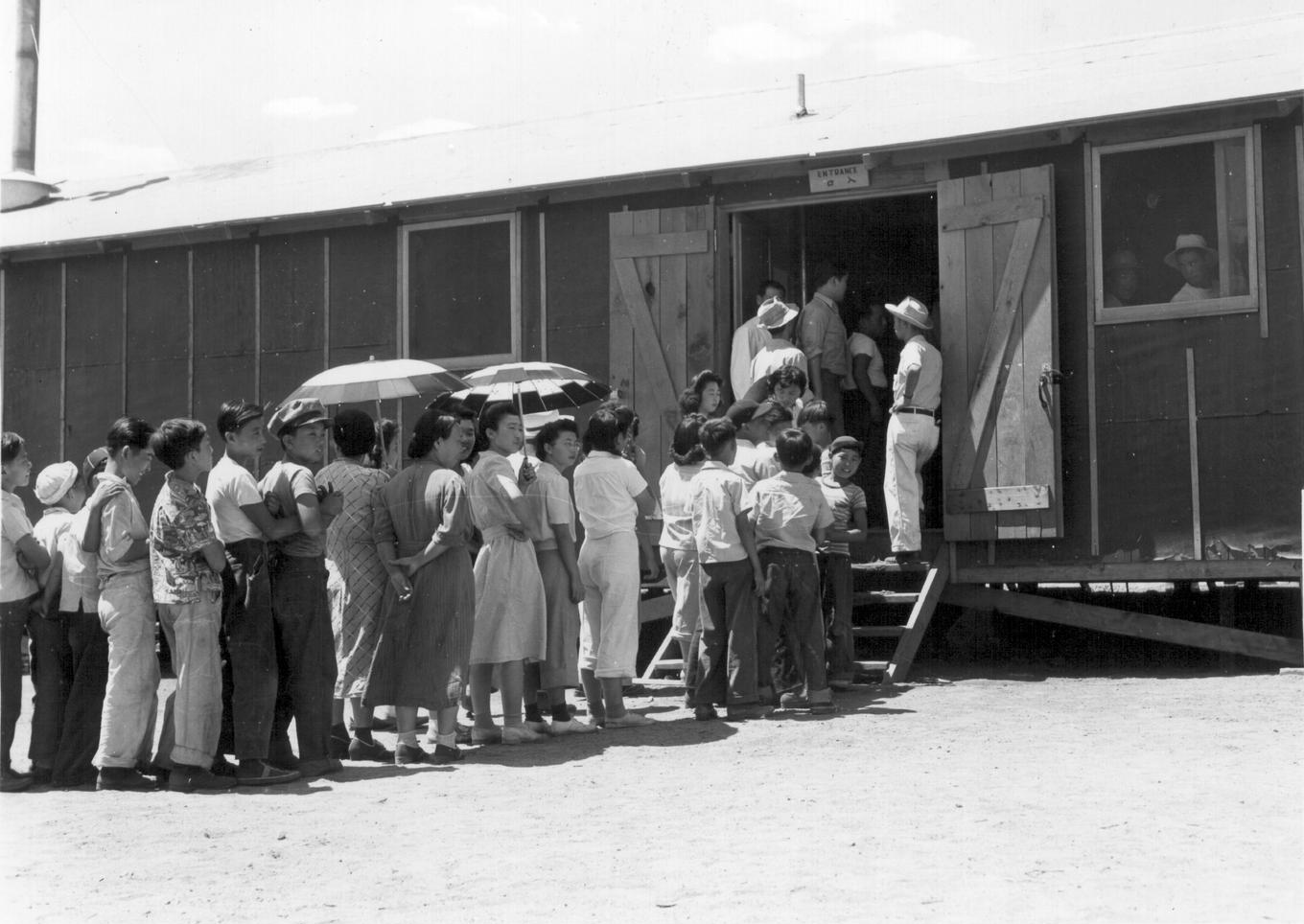
Čekání na oběd před jídelnou v poledne 7. července 1942
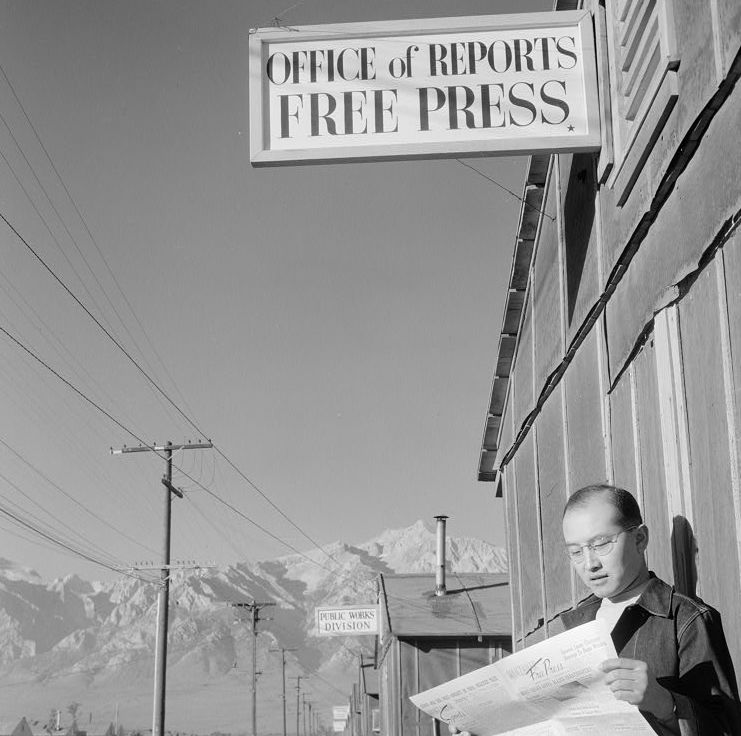
Roy Takeno čte před kanceláří redakce v táboře výtisk Manzanar Free Press

Internační tábor Manzanar, Kalifornie, 1943–1945, fotografie Ansela Admase

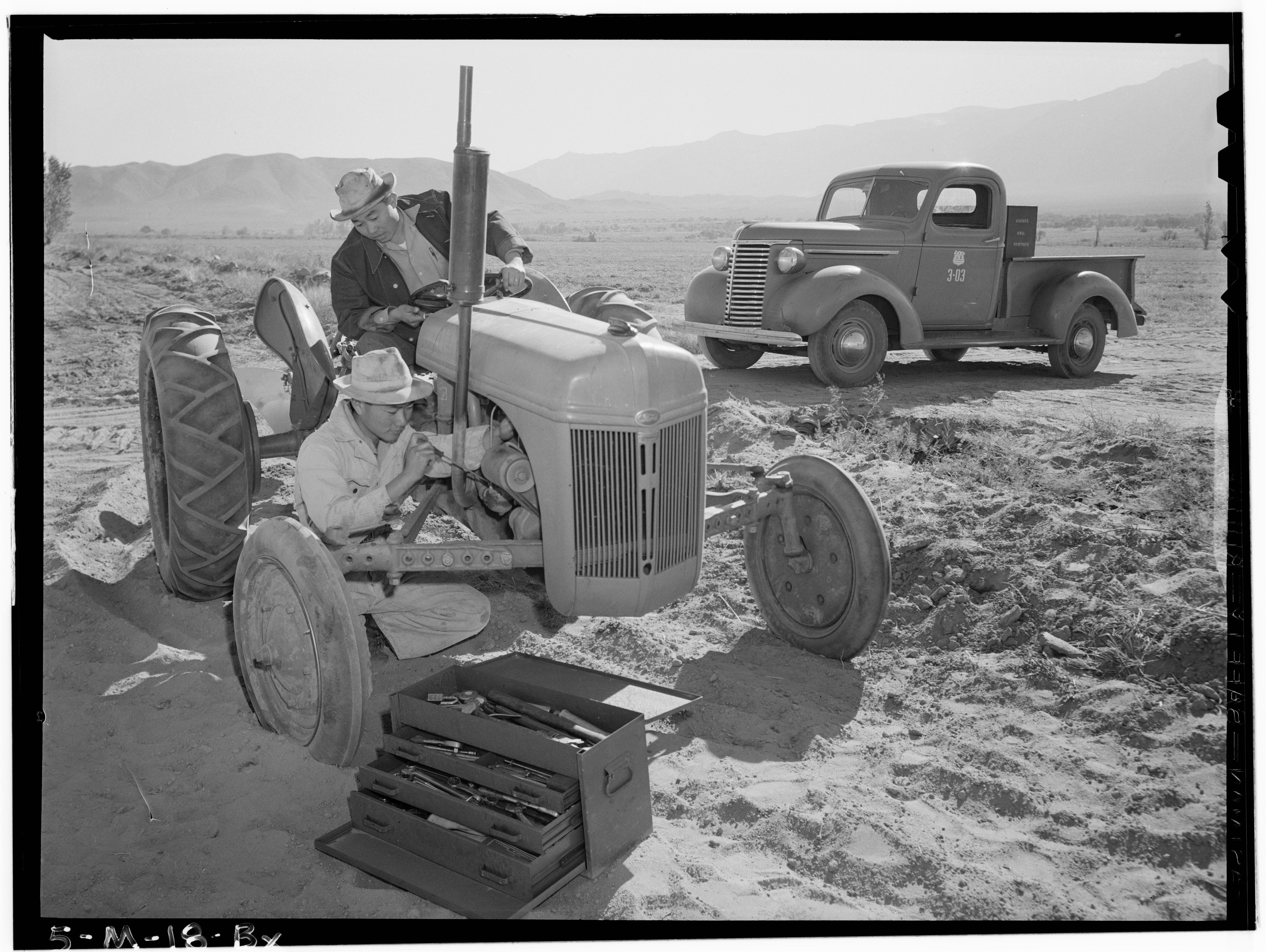
Oprava traktoru: Řidič Bendži Iguči, mechanik Henry Hanawa, 1943
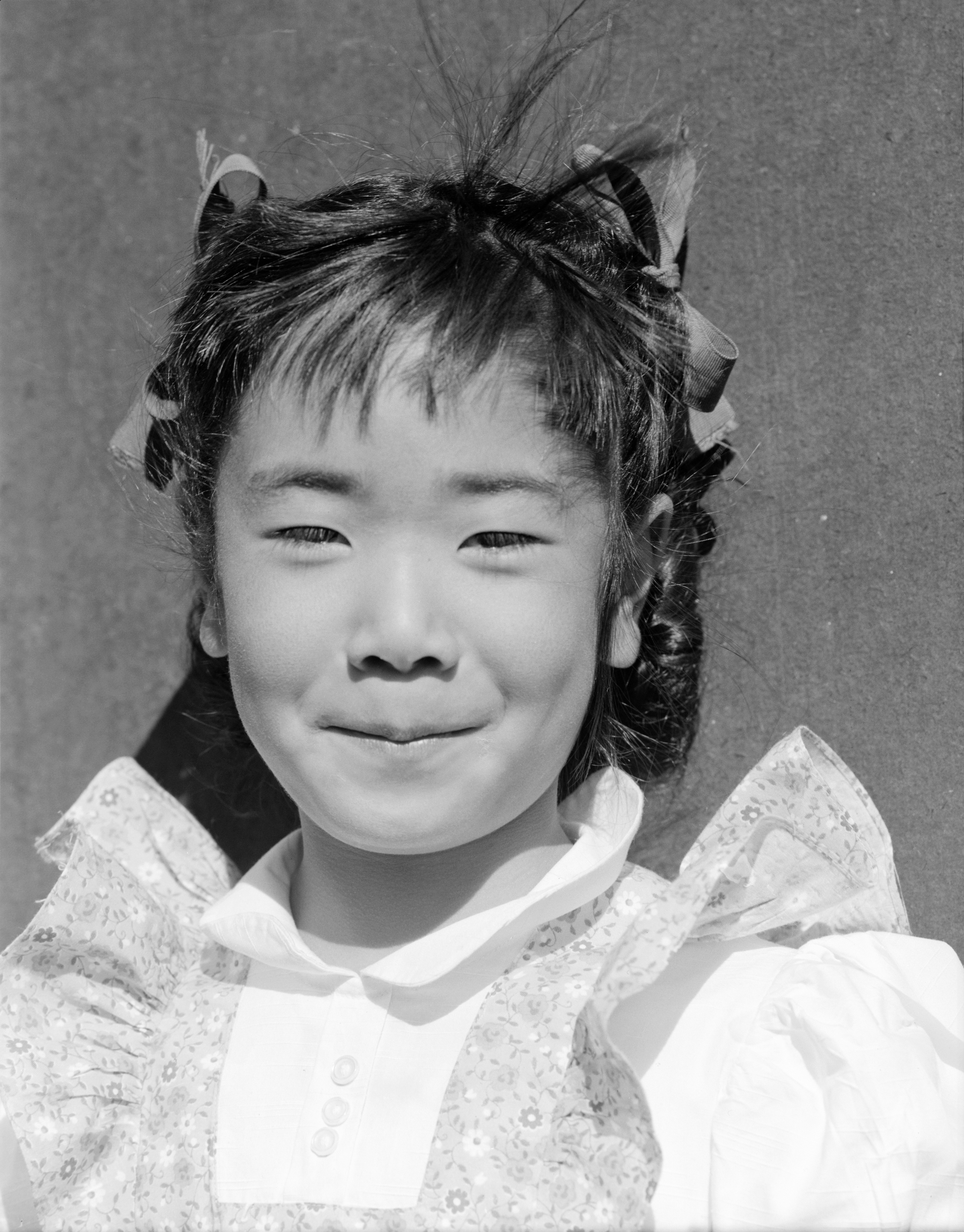
Louise Tami Nakamura, portrét, 1943
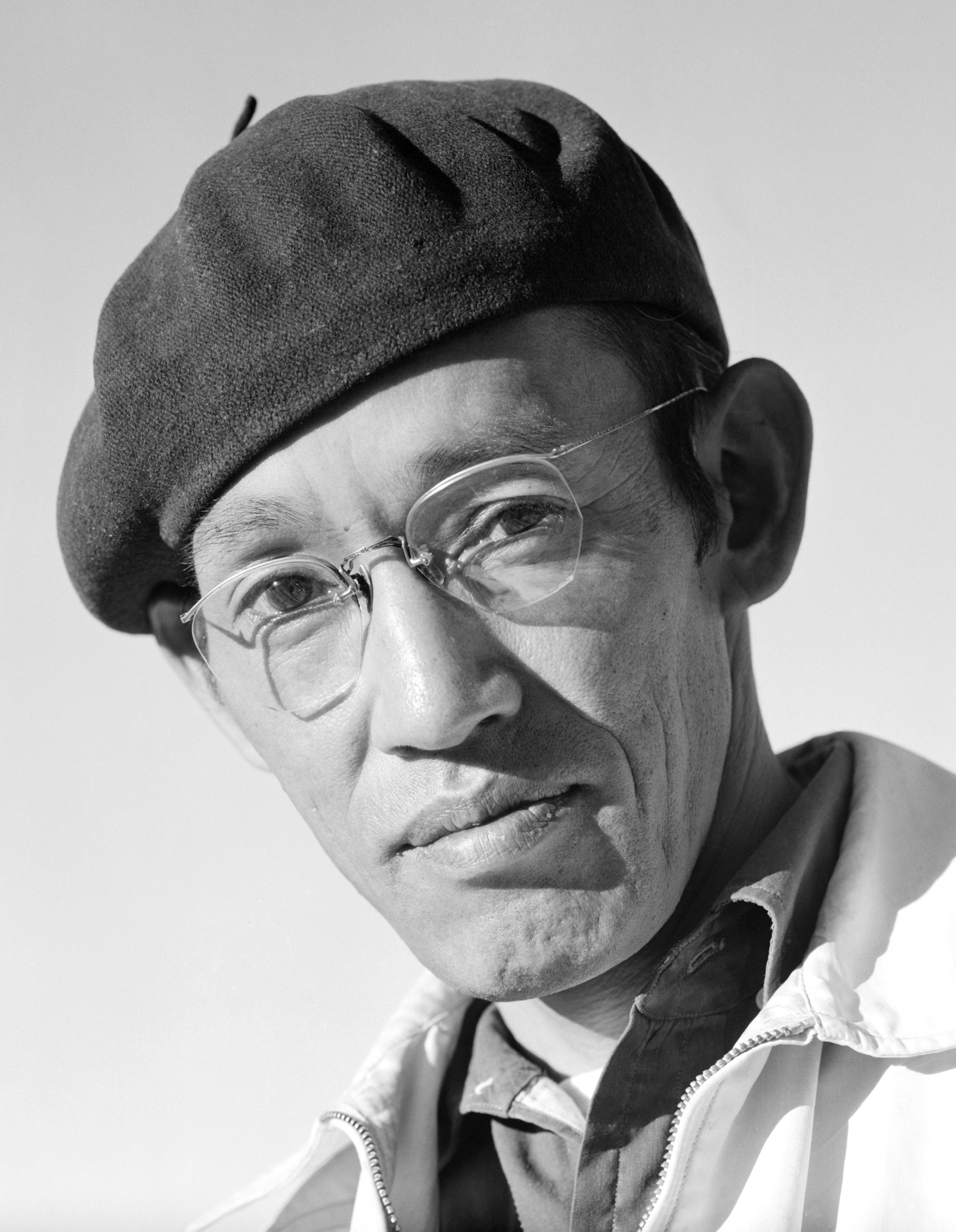
Tójó Mijatake, fotograf působící v táboře, s Adamsem vydali knihu, 1943
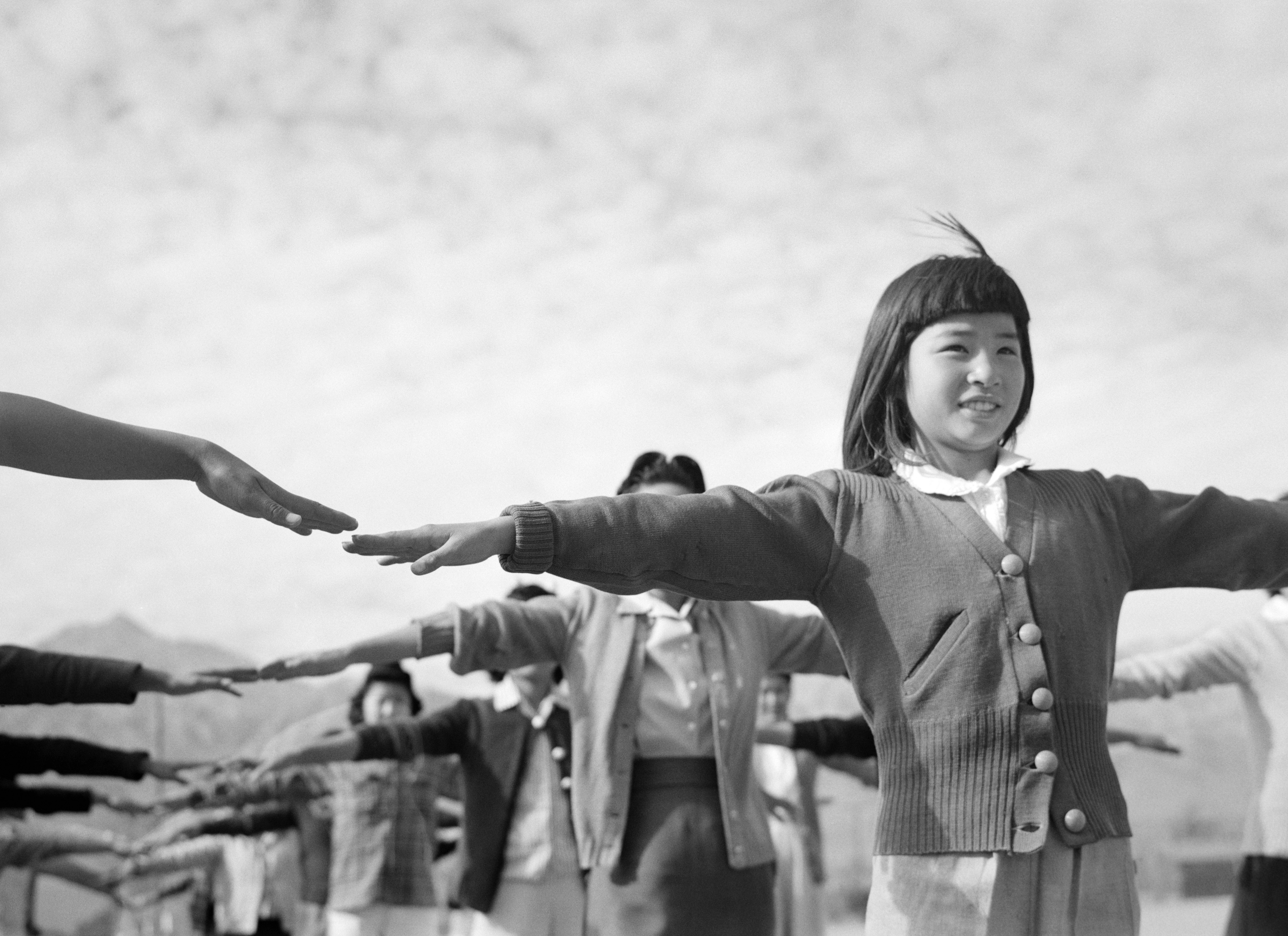
Kalistenika, 1943
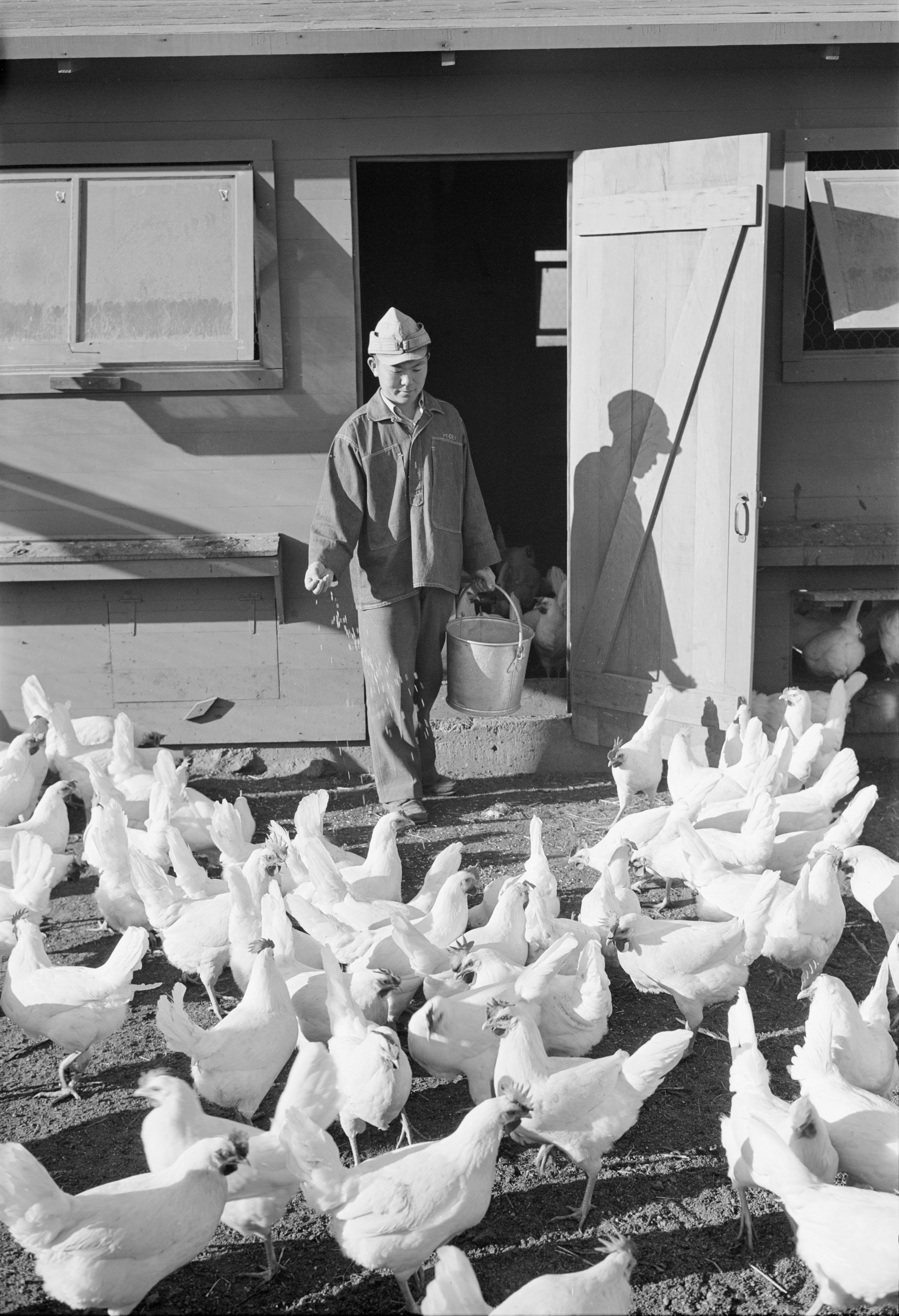
Kuřecí farma, Mori Nakašima, 1943
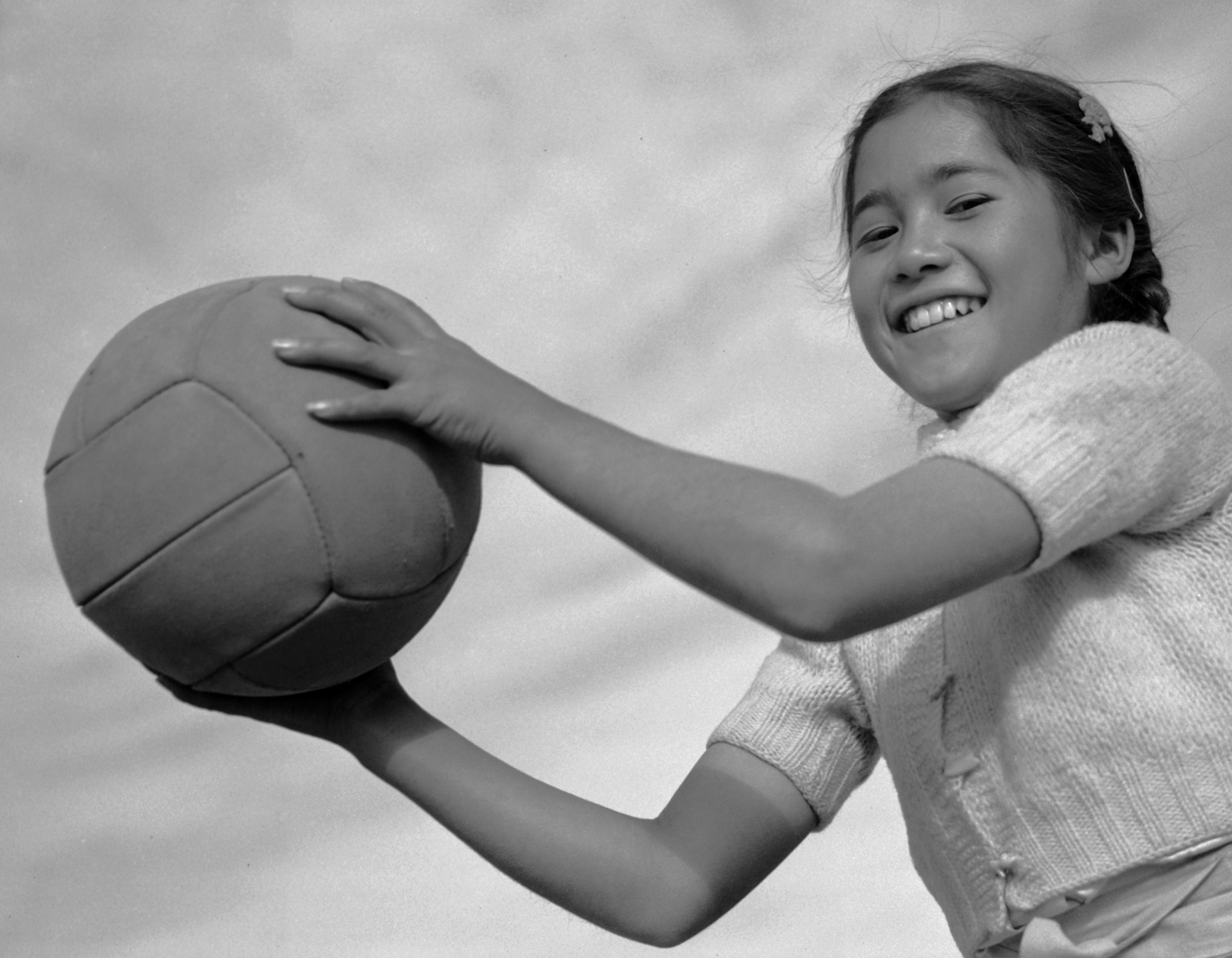
Dívka s volejbalovým míčem, 1943
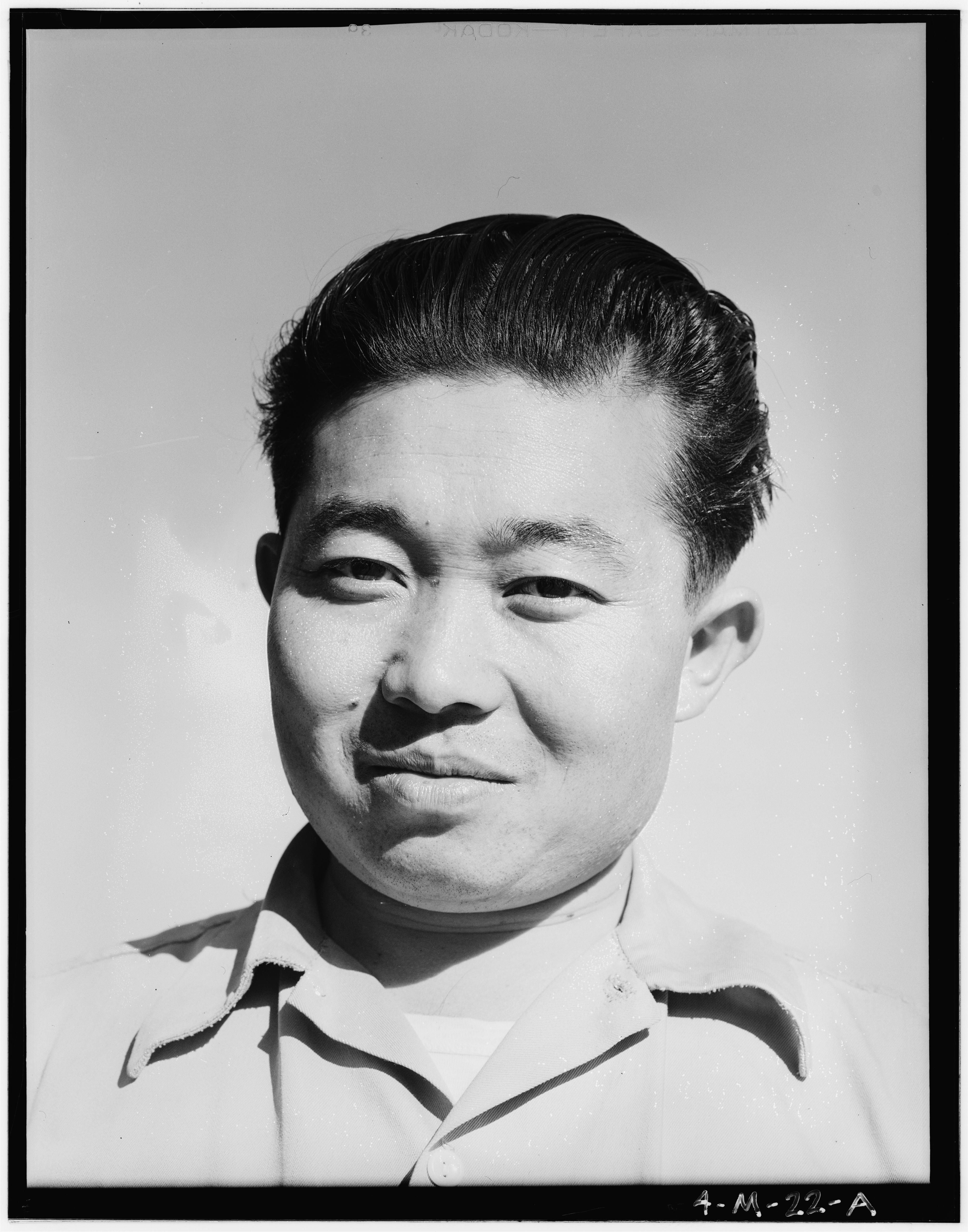
Bendži Iguči, řidič traktoru, 1943
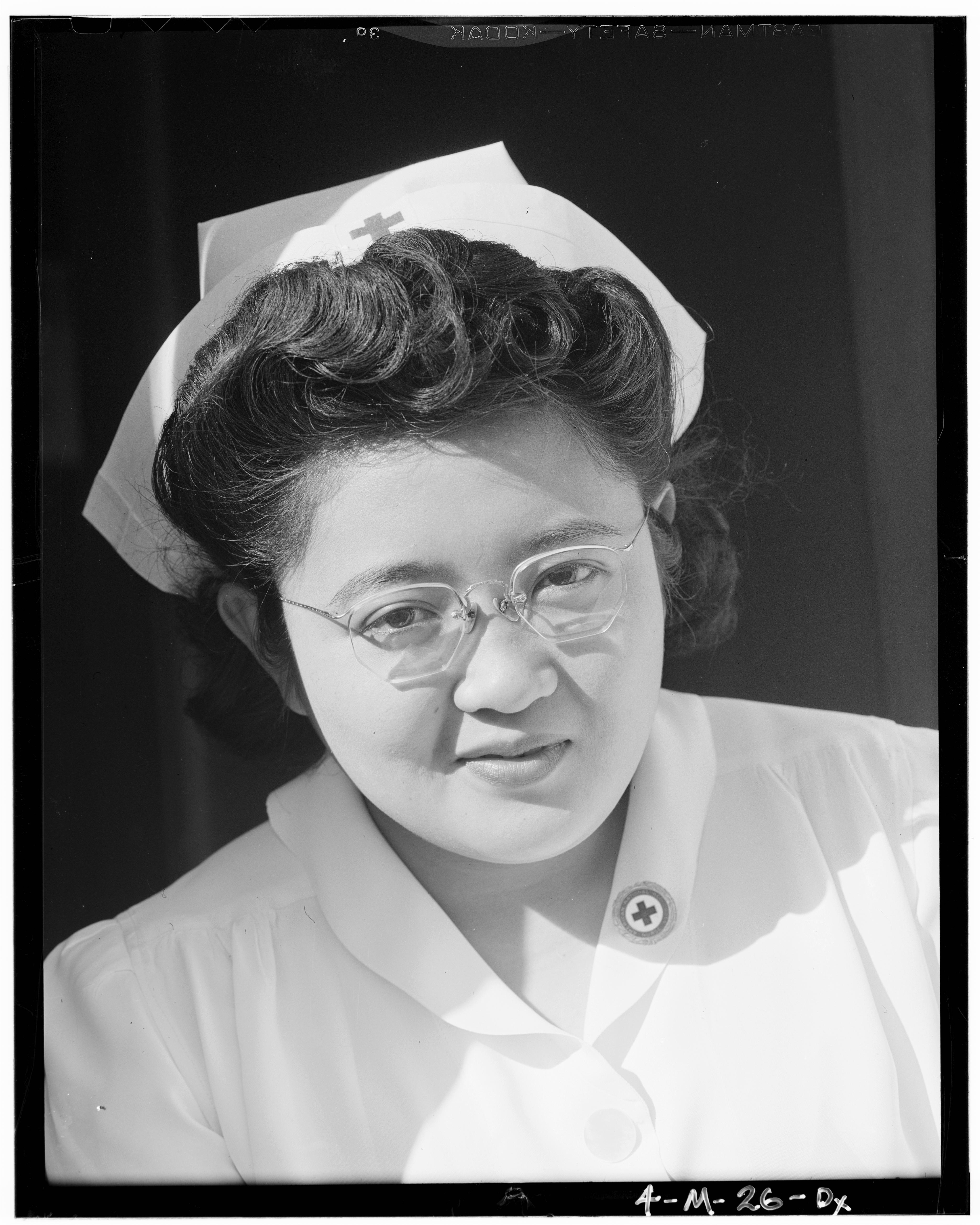
Catherine Nacuko Jamaguči, zdravotní sestra, 1943
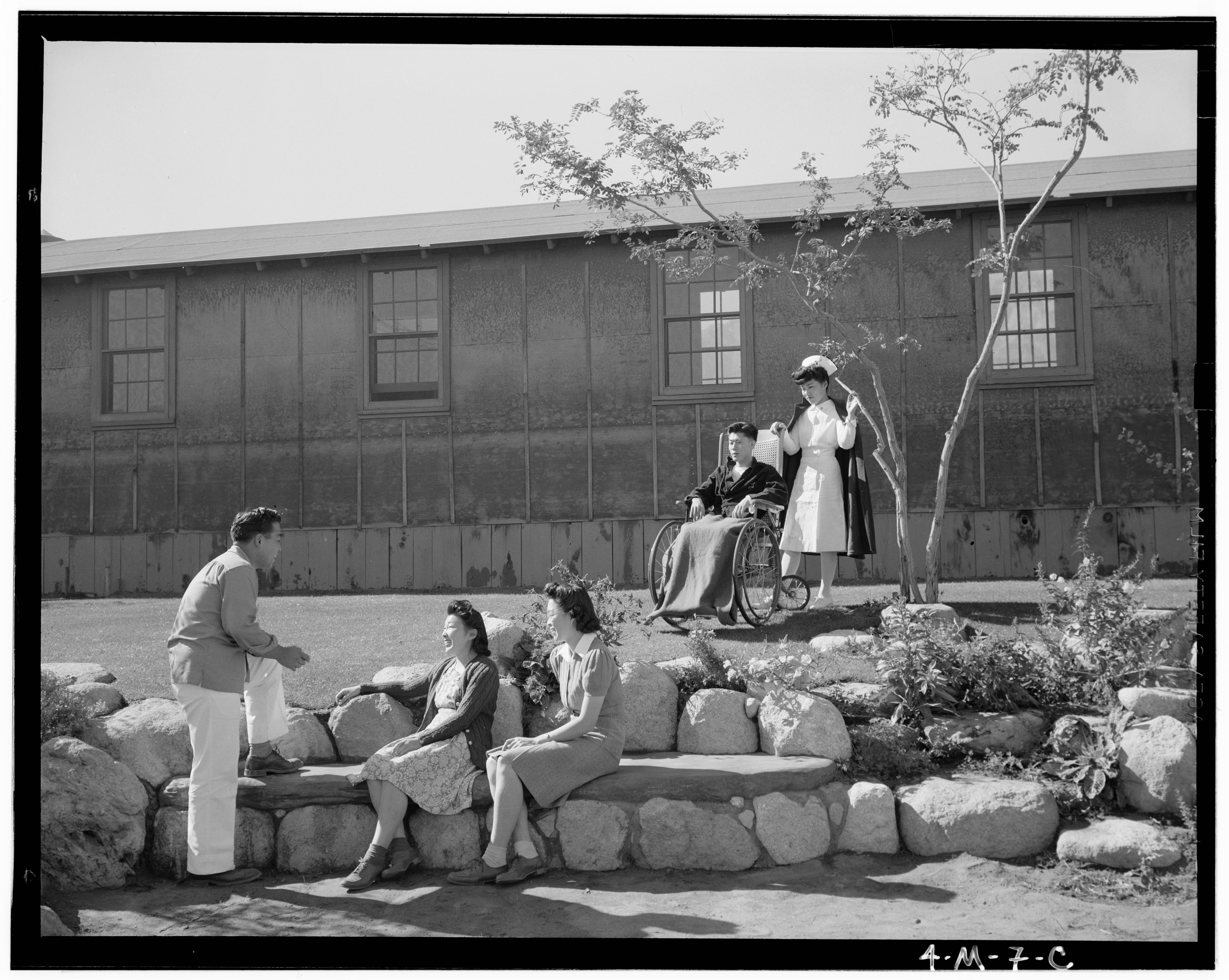
Zdravotní sestra Aiko Hamaguči a pacient Tom Kano. Ostatní: George Nakano, Keiko Kamahara, Fuimi Tašima, 1943
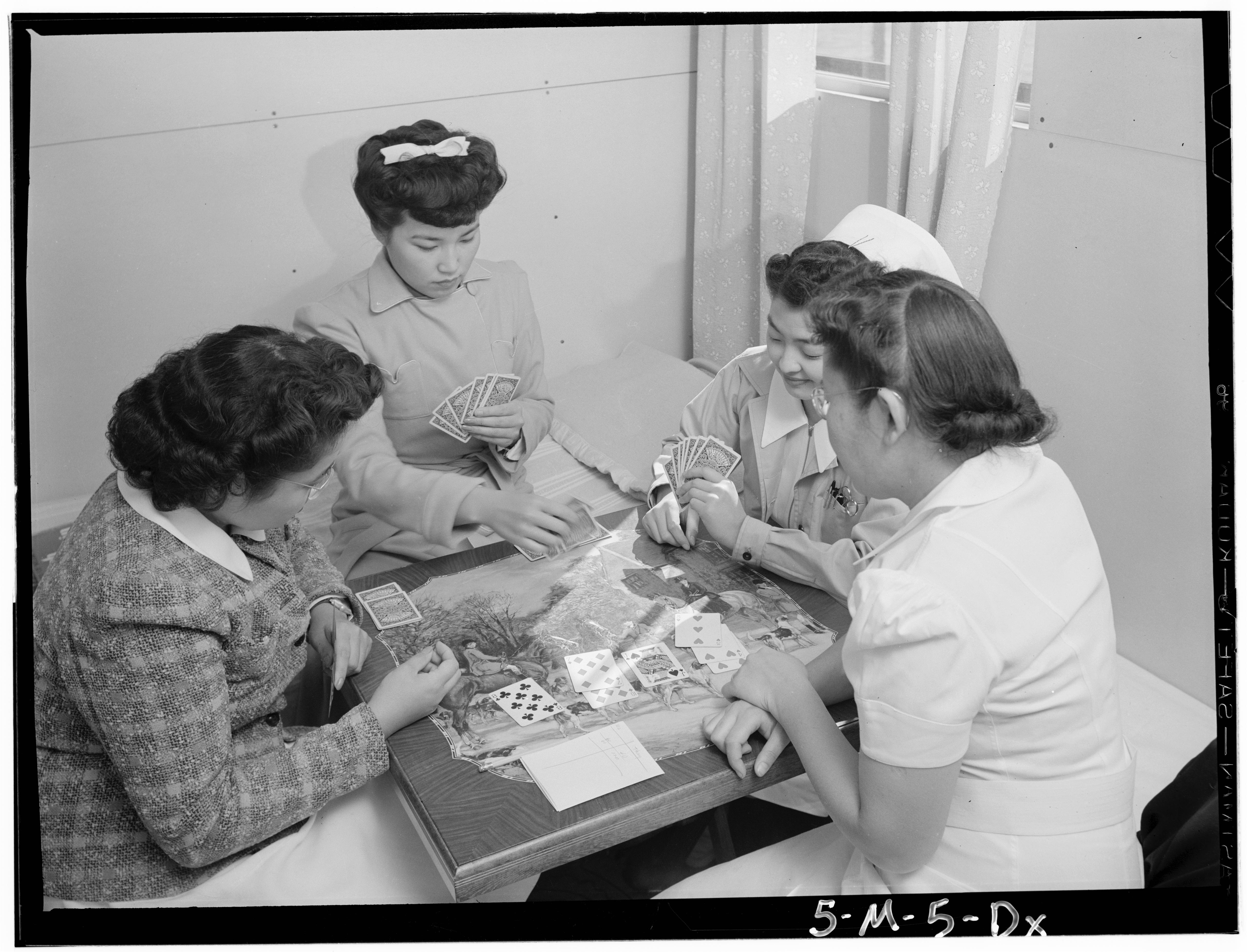
Bridž, zdravotní sestra Aiko Hamaguči, sestra Čije Jamanaki, slečna Catherine Jamaguči, slečna Kazoko Nagahama, 1943
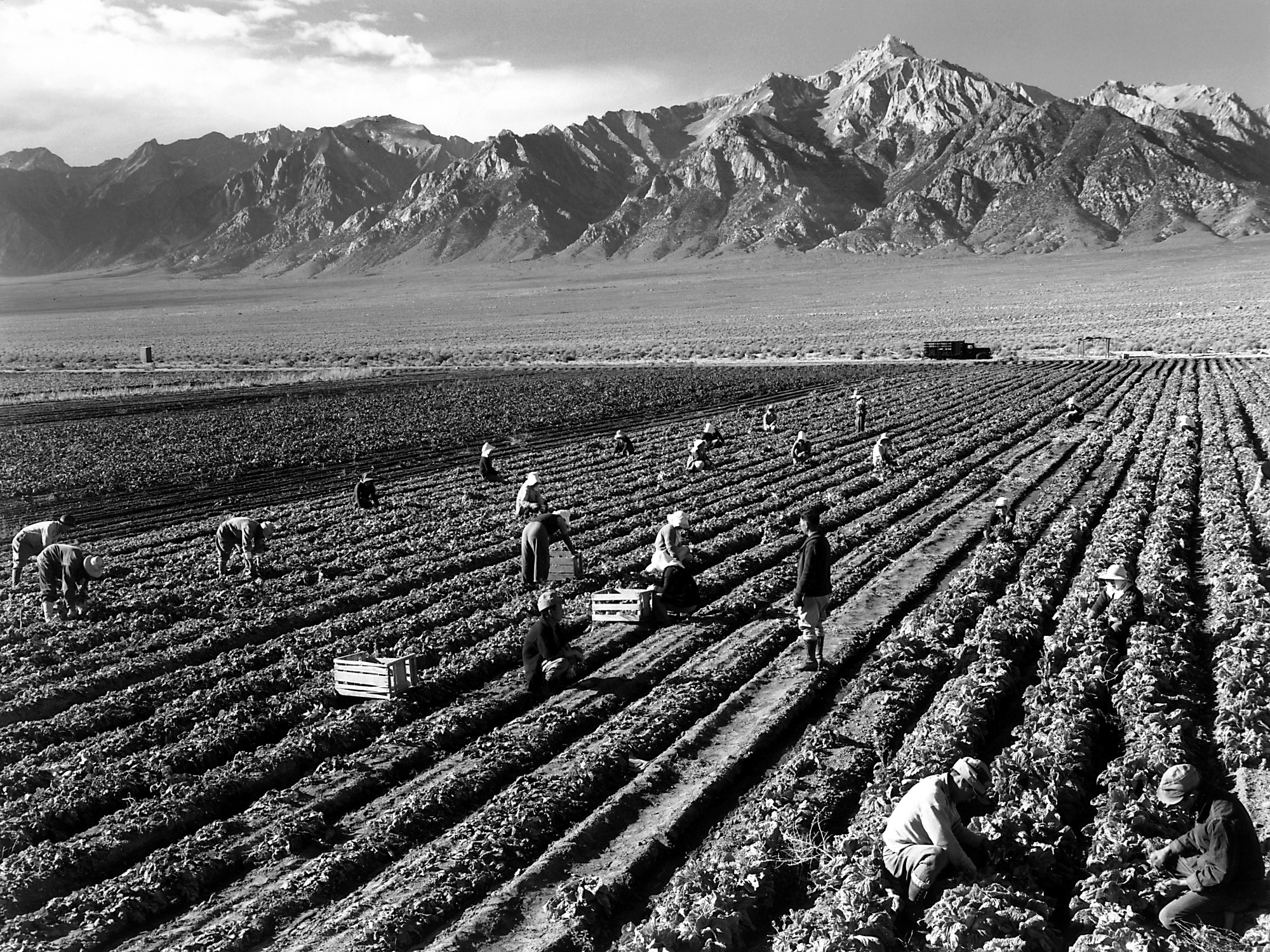
Zemědělci pracující na poli, v pozadí hora Mt. Williamson

## Relokační centra

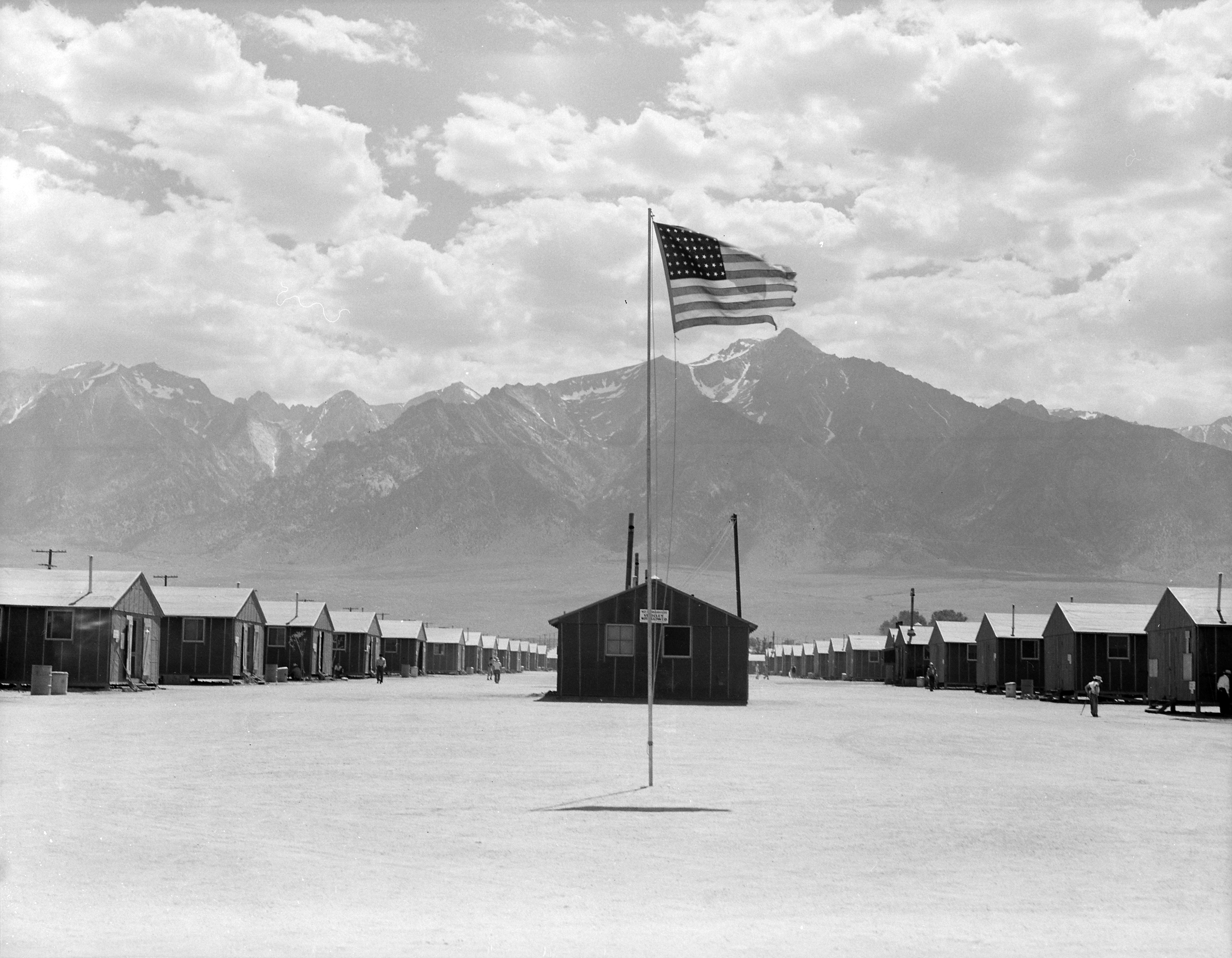
Dorothea Langeová: Písečná bouře ve válečném relokačním centru Manzanar, 1942

Japonští Američané a Japonci byli umístěni v deseti stálých táborech:
- Relokační centrum Gila River
- Relokační centrum Granada
- Relokační centrum Heart Mountain
- Relokační centrum Jerome
- Relokační centrum Manzanar
- Relokační centrum Minidoka
- Relokační centrum Poston
- Relokační centrum Topaz
- Relokační centrum Tule Lake
- Relokační centrum Rohwer